# Babylon (přírodní rezervace)
Babylon byla přírodní rezervace nacházející se v národním parku České Švýcarsko v okrese Děčín nedaleko rekreačního střediska Jetřichovice. 

## Předmět ochrany
Rezervace byla zřízena k ochraně pískovcových skal a skalních měst, které se zde nacházejí. V celém území se nachází zvláštní forma borovice s nápadně silnými a rovnými kmeny. V minulosti se tyto borovice používaly na výrobu pražců.
Přírodní rezervace zanikla začleněním do národního parku České Švýcarsko.